# فانی (فیلم)
فانی فیلمی به کارگردانی و نویسندگی افشین شرکت ساختهٔ سال ۱۳۶۸ است.

## خلاصه داستان
دختر جوانی که فیلم‌ساز تلویزیون است به پسر عموی خود علاقه‌مند است و قرار ازدواج گذاشته‌اند..

## بازیگران
- مجید مظفری
- افسانه بایگان
- عبدالرضا اکبری
- منوچهر حامدی
- نیلوفر محمودی
- آتش تقی‌پور
- نسیم اکبری
- مهری ودادیان
- علی پو
- مهدی میرزاده
- بلقیس ربیحاوی
- آرمینه مگرومچیان
- شمسی کاظمی
- محسن حامدی
- حسن سلطانی
- رسول تنهایی
- حسین صفاریان
- رضا منوچهری
- سهیلا دیوان‌بیگی
- فرامرز ذوالفقاری
- صنم ارجستانی
- اکبر رحیمی